# Mangeartet kemisk følsomhed
Mangeartet Kemisk Følsomhed (undertiden også kaldet duft- og kemikalieoverfølsomhed) er et handicap eller en sygdomstilstand, som opstår ved kontakt med forskellige kemikalier, ofte i meget små mængder. 
Ofte er sygdommen startet ved en eller flere kemiske skader. Derefter mener man at sygdommen fortsætter i sin egen cyklus. Det tyder dog på at udsættes den MCS-ramte for yderlige udløsende stoffer, kan dette forværre sygdommen betydeligt.
Foreløbig tyder international forskning på at centralnervesystemet spiller en vigtig rolle i denne cyklus. Dansk forskning har vist at capsaicin i nogle tilfælde kan udløse en reaktion ved MCS-ramte.
Symptomerne for sygdommen er blandt andet: træthed, irritabilitet, ondt i halsen, muskel og ledsmerter, influenzalignende symptomer og en følelse af at have tømmermænd.
Der kan også forekomme svimmelhed, hovedpine, nedtrykthed, hukommelses- og koncentrationsbesvær, slimhindeproblemer i øjne og luftveje, hudproblemer i form af kløe og udslæt, ledsmerter og hjertebanken.
Sygdommen kendetegnes ved at MCS-ramte reagerer på kemikalier langt under de fastsatte grænseværdier, oftest i så små mængder, at de ikke kan sanses af raske mennesker. Især raske mennesker som daglig er i kontakt med visse former for luftbårne kemi, fx igennem deres erhverv, røgpartikler eller parfumestoffer fra fx kropsplejeprodukter, vaskepulver eller rengøringsprodukter kan have særdeles svært ved at registrere / sanse disse stoffer. 
Alment forekommende luftbåren kemi er ofte et voldsomt problem for den MCS-ramte, som af sine symptomer kan invalideres helt heraf. 
Denne faktor, samt at der ikke i det offentlige rum tages højde for MCS-handicappet, kan gøre det meget vanskeligt for den MCS-ramte på alle måder at kunne opretholde et normalt liv.

## Almindelige gener
Sygdommen er ikke at forveksle med almene gener over luftbårent kemi. 
Ifølge en undersøgelse ved Videncenter for MCS har 45 % af befolkningen gener ved mindst en forekomst af luftbåren kemi.
(Luftbårent kemi kan fx være forårsaget en kollegas deodorant eller vaskepulver, nyt inventar, passiv rygning, rengøringsprodukter eller luftforurening)
Men, i hvert fald indtil MCS er helt afkodet med beviser om andet, kan det i særdeleshed betale sig at passe på sig selv i det omfang der skønnes rimeligt indenfor den alm. livsudfoldelse, da flere MCS-ramte oplever at netop dette stadie har givet afsæt til deres handicap.